# Вања Дркушић
Вања Дркушић (Ново Место, 30. октобар 1999) словеначки је фудбалер који тренутно наступа за Црвену звезду, на позајмици из Зенита. Члан је репрезентације Словеније.

## Играчка каријера

### Клубови
У децембру 2015. године, Дркушић је прихватио понуду холандског прволигаша Херенвена, након што су такође били заинтересовани Марибор, Динамо из Загреба и Аталанта. У августу 2019. потписао је за Ренде у италијанској трећој лиги. Пре друге половине 2019/20, Дркушић је потписао за словеначки тим Браво. Дан 23. фебруара 2020. дебитовао је за Браво током победе од 2 : 1 против Табора из Сежане. Дана 11. јула 2020. Дркушић је постигао свој први гол за Браво у ремију 1 : 1 са Домжалама.
Дана 24. јануара 2022. Дркушић је потписао уговор за руским премијерлигашем Сочијем, за накнаду од 100.000 евра. Дана 27. августа 2022. продужио је уговор са Сочијем до 2025. године.
Дана 13. августа 2024. године потписао је петогодишњи уговор са Зенитом из Санкт Петербурга. Три дана касније прослеђен је на позајмицу у београдску Црвену звезду.

### Репрезентација
Представљао је Словенију у млађим репрезентативним селекцијама од 17 до 21 године. За сениорску репрезентацију је дебитовао 26. марта 2023. у утакмици квалификација за Европско првенство против Сан Марина. Играо је за национални тим на Европском првенству 2024. у Немачкој.